# Debout la France
Debout la France (DLF) tidligere: Debout la République (DLR) er et fransk politisk parti.
Direkte oversat til dansk betyder partinavnet: Rejs jer for Frankrig (tidligere: Rejs jer for republikken). Partiet er grundlagt i 1994. Og partiets program indeholder elementer af:
- Gaullisme
- Suverænisme
- Interventionnisme
- Republikanisme

I oktober 2014 skiftede partiet navn fra Debout la République (DLR) til Debout la France (DLF).

## Europæisk parti
Debout la France er medlem af det transeuropæiske parti EUDemokraterne.

## Præsidentvalget 2012
Ved første runde af præsidentvalget i Frankrig 2012 fik partiets kandidat Nicolas Dupont-Aignan 1,79 % af stemmerne på landsplan. Han er borgmester i Yerres, der er én forstad ved Évry i det sydøstlige Paris. Her fik han 24,88 % af stemmerne.